# Chang'e 1
Chang’e 1 (Chinees: 嫦娥一號 / 嫦娥一号, Hanyu pinyin: Cháng’é Yīhào) is een onbemande ruimtesonde, onderdeel van het Chinese ruimtevaartprogramma dat de Maan onderzocht. De ruimtesonde is vernoemd naar de Chinese god van de Maan, Chang'e.
Chang'e 1 werd gelanceerd om 10:05 GMT op 24 oktober 2007 vanaf het Xichang-lanceringscentrum. De ruimtesonde verliet zijn baan tussen de Aarde en de Maan op 31 oktober en kwam in een baan rond de Maan op 5 november. 1 maart 2009 is de satelliet volgens plan op de Maan neergestort.